# 千里馬區域
千里馬區域（：／ Chŏllima guyŏk */?），韩方称降仙郡，是朝鮮民主主義人民共和國南浦特別市東北部的一個區域，東南隔大同江與首都平壤相望，北鄰平安南道。最高點大寶山海拔372公尺。2008年人口139,489人。下分17洞、1里。

## 歷史
原屬江西郡。1956年，朝鲜劳动党中央委员长、内阁首相金日成視察降仙里降仙製鋼所呼籲增加生產。第二年達成了目標，是為千里馬運動的開端。1978年與龍岡郡大安勞動者區合併，設大安市（대안시），1979年併入南浦直轄市。1983年設千里馬區。2004年直轄市被撤，千里馬郡改隸平安南道。2010年再次被劃入南浦特別市。